# Jack Cameron (ishockeyspelare)
Jack Cameron, född 3 december 1902 i Ottawa, död 29 december 1981 i Danville, var en kanadensisk ishockeyspelare. Han blev olympisk guldmedaljör i Chamonix 1924.

## Meriter
- OS-guld 1924